# Chomikuj.pl
chomikuj.pl, ou Chomik (do polonês, "hamster"), é um serviço de hospedagem de arquivos polonês fundado em 2006. Em fevereiro de 2013, era o 15.º sítio mais popular da Polônia.
Qualquer tipo de arquivo pode ser publicado no site. Usuários anônimos podem recuperar, instantaneamente, arquivos de até 1 MB. Após o registrar-se, um usuário não fica mais sujeito a nenhum limite ao baixar um único arquivo, mas continua limitado a 50 MB de transferência por semana. Esse pode ser aumentado mediante pagamento.[carece de fontes?]
Em 2015, foi processado por violação de direitos autorais.